# Susanne Enhörning
Susanna Alexandra Maria Enhörning, född Sommelius 2 mars 1890 i Åby i Östergötlands län, död 18 juli 1953 i Stockholm, var en svensk skulptör och målare.
Hon var dotter till fabrikören Folke Sommelius och Margareta Natus samt gift 1911–1918 med översten Ivar Enhörning. Hon var mor till konstnären Tison Enhörning och journalisten Marianne Zetterström. Susanne Enhörning studerade skulptur vid Tekniska skolan i Stockholm och gjorde studieresor till bland annat Frankrike, Tyskland, Italien och Ungern. Hennes konst består av porträttskulpturer och porträttmålningar. Hon är begravd på Krokeks kyrkogård.